# Clear Hills 152C
Clear Hills 152C är ett reservat i Kanada.   Det ligger i provinsen Alberta, i den centrala delen av landet, 3 200 km väster om huvudstaden Ottawa.
Trakten runt Clear Hills 152C består till största delen av jordbruksmark. Trakten runt Clear Hills 152C är nära nog obefolkad, med mindre än två invånare per kvadratkilometer.